# Sympycnus annulatus
Sympycnus annulatus är en tvåvingeart som beskrevs av Octave Parent 1929. Sympycnus annulatus ingår i släktet Sympycnus och familjen styltflugor. Inga underarter finns listade i Catalogue of Life.